# Газовий електронний мультиплікатор
Газовий електронний мультиплікатор (GEM) — це тип газоподібного іонізаційного детектора, який використовується в ядерній фізиці та фізиці елементарних частинок, а також у детектуванні радіації.
Усі газоподібні іонізаційні детектори здатні збирати електрони, випущені іонізуючим випромінюванням, спрямовуючи їх в область з великим електричним полем, і тим самим ініціюючи електронну лавину . Лавина здатна виробляти достатню кількість електронів, щоб створити струм або заряд, достатньо великий, щоб бути виявленим електронікою. У більшості іонізаційних детекторів велике поле походить від тонкого дроту з позитивним  високовольтним потенціалом; цей самий тонкий дріт збирає електрони з лавини і спрямовує їх до зчитувальної електроніки. GEM створюють велике електричне поле в маленьких отворах у тонкому полімерному листі; лавина відбувається всередині цих отворів. Отримані електрони викидаються з аркуша, і для збору електронів і направлення їх до зчитування потрібно використовувати окрему систему.
GEM є одним із класу мікроскопічних газоподібних детекторів ; цей клас включає MicroMegas та інші технології.

## Історія
GEM були винайдені в 1997 році в групі розробки газових детекторів  в CERN фізиком Фабіо Саулі.

## Відповідні принципи
Типові GEM виготовлені з каптонової фольги товщиною 50–70 мікрометрів, покритої міддю з обох сторін. Процес фотолітографії та кислотного травлення робить отвори діаметром 30–50 мікрометрів в обох мідних шарах; другий процес травлення розширює ці отвори на всю глибину каптону. Маленькі отвори можна зробити дуже регулярними і стабільними за розмірами. Для роботи через обидва шари міді подається напруга 150-400 В, що створює в отворах великі електричні поля. За таких умов, у присутності відповідних газів, один електрон, що потрапляє в будь-який отвір, створює лавину, яка містить 100-1000 електронів; це і є "коефіцієнт підсилення" GEM. Оскільки електрони виходять з тильної сторони GEM, другий GEM, розміщений після першого, забезпечить додатковий ступінь підсилення. У багатьох експериментах використовують подвійні або потрійні стеки GEM, щоб досягти підсилення в мільйон і більше разів.
Робота дротяних камер зазвичай передбачала лише одне налаштування напруги: напруга на дроті забезпечувала як поле дрейфу, так і поле підсилення. Детектор на основі GEM вимагає декількох незалежних налаштувань напруги: дрейфова напруга для спрямування електронів від точки іонізації до GEM , напруга підсилення і напруга екстракції/перенесення для спрямування електронів від виходу з GEM до площини зчитування. Детектор з великою областю дрейфу може працювати як камера проекції часу ; детектор з меншою областю дрейфу працює як простий пропорційний лічильник .
Зчитування з камери GEM може здійснюватися за допомогою простих провідних смужок, покладених на плоскій площині; площина зчитування, як і сам GEM, може бути виготовлена за допомогою звичайної техніки літографії на звичайних матеріалах друкованих плат. Оскільки зчитувальні смужки не беруть участі в процесі підсилення, вони можуть бути виготовлені будь-якої форми: двомірні смужки і сітки, гексагональні майданчики, радіальні/азимутальні сегменти та інші геометрії зчитування.

## Використання
GEM використовувалися в багатьох типах експериментів з фізики елементарних частинок. Одним із відомих перших користувачів був експеримент COMPASS у CERN. Газові детектори на основі GEM були запропоновані для компонентів Міжнародного лінійного колайдера, експерименту STAR і експерименту PHENIX на коллайдері релятивістських важких іонів та інших. Переваги GEM порівняно з багатодротовими пропорційними камерами включають: простоту виготовлення, оскільки GEM великої площі в принципі можна виробляти масово, тоді як дротові камери вимагають трудомісткої та схильної до помилок збірки; гнучка геометрія як для GEM, так і для панелей зчитування; і придушення позитивних іонів, що було джерелом спотворень поля в камерах проекції часу, що працювали на високих швидкостях. Ранні GEM стикалися з низкою виробничих труднощів, включаючи проблеми з короткими замиканнями, але вони були значною мірою вирішені.